# Добруша (Словения)
Вижте пояснителната страница за други значения на Добруша.
Добруша (на словенски: Dobruša) е село в Словения, регион Средна Словения, община Водице. Според Националната статистическа служба на Република Словения през 2015 г. селото има 119 жители.